# 特納 (印第安納州)
特納（英語：Turner）是位於美國印第安納州克萊縣的一個非建制地區。該地的面積和人口皆未知。

## 地理
特納的座標為39°29′54″N 87°09′37″W / 39.49833°N 87.16028°W，而該地的平均海拔高度為205米（即673英尺）。